# Aloe fulleri
Aloe fulleri är en grästrädsväxtart som beskrevs av John Jacob Lavranos. Aloe fulleri ingår i släktet Aloe och familjen grästrädsväxter. Inga underarter finns listade i Catalogue of Life.